# Alejandro Donatti
Alejandro César Donatti (Rafaela, Provincia de Santa Fe, Argentina, 24 de octubre de 1986) es un futbolista argentino. Juega como defensa central. Actualmente se encuentra sin equipo. 
Su carrera como futbolista profesional, comenzó en Club Atlético 9 de Julio en Rafaela, en donde disputó partidos del Torneo Argentino A. Más adelante, tendría un paso por Tiro Federal a préstamo, y llegaría a Libertad de Sunchales. En 2008 fue transferido a Boca Unidos con el cual obtuvo el ascenso a Primera B Nacional.
En 2012 llega a Tigre, siendo esta su primera experiencia en la Primera División del fútbol argentino. Un año más tarde, sería transferido a Rosario Central en donde se convertiría en titular indiscutido.  
En el año 2017, tiene su primera experiencia internacional al concretarse su traspaso a Flamengo, en donde logra conquistar un torneo estatal. Sin embargo, duraría poco en el club brasileño, porque a los 6 meses sería transferido a Tijuana.
En 2018 llegó a Racing Club. Se convirtió en uno de los estandartes defensivos del equipo, y ganó el premio a mejor defensor en el Campeonato de Primera División 2017-18. En 2019 se consagraría campeón en Argentina tras lograr alzarse con la Superliga Quilmes Clásica, formando una inolvidable dupla con Leonardo Sigali. Su último partido en la Academia sería la final del Trofeo de Campeones 2019 en la que Racing vencería a Tigre por 2 a 0.

## Trayectoria
Alejandro Donatti debutó en el 2004 en 9 de Julio de su Rafaela natal, luego pasó 6 meses por Tiro Federal en el 2006. A comienzos de 2007 regresó al club en donde debutó.
A mitad del 2007 recaló en Libertad de Sunchales, club en el cual obtuvo el ascenso al Argentino A. 
En la temporada 2008/09 pasó a Boca Unidos donde ascendió del torneo Argentino A a la Primera B Nacional.

### Tigre
A mediados del 2012 recaló en Tigre, en donde tuvo su primera experiencia en la Primera División de Argentina. Llegó a la final de la Copa Sudamericana y participó en la Copa Libertadores 2013.

### Rosario Central
En julio de 2013 se le venció el vínculo con Tigre y firmó contrato con Rosario Central donde pasó a ser titular indiscutible y muy querido por la hinchada Canalla, además desde su llegada, no sólo se desempeñó muy bien en su posición sino que también convirtió goles importantes.

### Flamengo
Luego de meses de negociación, el 6 de julio de 2016, Flamengo finalmente llegó a un acuerdo con Rosario Central y anunció a Donatti como refuerzo para el resto de la temporada.
El club inició negociaciones con el zaguero a principios de 2016. Inicialmente los valores involucrados sacaron al Flamengo. Además, el entonces entrenador Muricy Ramalho no se mostró entusiasmado con las características del jugador: Donatti es más un bateador que un jugador. Y Muricy prefirió a los defensores que sacaban un buen balón.
Según Nico Filomeno, periodista de radio LT3, de Rosario, Donatti llega al Fla en el mejor momento de su carrera

### Racing Club
El miércoles 10 de enero de 2018, se transforma en jugador de Racing Club quien pagó 2.000.000 de dólares por el 100% del pase, firmando un contrato de 3 años y medio. Se ganaría un gran lugar en el equipo al formar una inolvidable dupla con Leonardo Sigali en la defensa. Gracias a su buen desempeño, ganaría el premio a mejor defensor de la Superliga Argentina 2017-18.  
El 31 de marzo de 2019, salió campeón de la Superliga Argentina 2018-19 al empatar frente a su exequipo, Tigre, cortando una racha de 5 años sin salir campeón. 
El 14 de diciembre de 2019 obtiene el Trofeo de Campeones de la Superliga Argentina otra vez frente a su ex-club, Tigre, donde la Academia lo derrotó 2-0 ganando su segundo título en la institución y jugando los 90 minutos.

### San Lorenzo de Almagro
El 3 de enero de 2020, se confirma su llegada a San Lorenzo de Almagro, club del cual es hincha, al haber arreglado con Racing el intercambio de Héctor Fértoli como parte del pago.

### Universidad César Vallejo
Tras no tener un buen nivel en San Lorenzo y haber quedado libre por 6 meses, en diciembre del 2022 ficha por el club Universidad César Vallejo de la Primera División del Perú. Sin embargo, rescindiría el contrato a los pocos días por problemas personales.

### Sarmiento de Junín
En febrero del 2023, firma contrato con el club Sarmiento de Junín hasta diciembre del mismo año.

## Clubes
| Club                    | País      | Año       |
| ----------------------- | --------- | --------- |
| 9 de Julio de Rafaela   | Argentina | 2004-2006 |
| Tiro Federal de Rosario | Argentina | 2006      |
| 9 de Julio de Rafaela   | Argentina | 2007      |
| Libertad de Sunchales   | Argentina | 2007-2008 |
| Boca Unidos             | Argentina | 2008-2012 |
| Tigre                   | Argentina | 2012-2013 |
| Rosario Central         | Argentina | 2013-2016 |
| Flamengo                | Brasil    | 2016-2017 |
| Tijuana                 | México    | 2017      |
| Racing Club             | Argentina | 2018-2019 |
| San Lorenzo             | Argentina | 2020-2022 |
| Sarmiento de Junín      | Argentina | 2023-2023 |

## Palmarés

### Campeonatos regionales
| Título             | Club     | Estado         | Año  |
| ------------------ | -------- | -------------- | ---- |
| Campeonato Carioca | Flamengo | Río de Janeiro | 2017 |

### Campeonatos nacionales
| Título              | Club                  | País      | Año     |
| ------------------- | --------------------- | --------- | ------- |
| Cuarta División     | Libertad de Sunchales | Argentina | 2007    |
| Tercera División    | Boca Unidos           | Argentina | 2009    |
| Primera División    | Racing Club           | Argentina | 2018/19 |
| Trofeo de Campeones | Racing Club           | Argentina | 2019    |

## Distinciones individuales
| Distinción                              | Año  |
| --------------------------------------- | ---- |
| Mejor defensa de la Superliga Argentina | 2018 |